# أومبرتو إكو
|  | يجري الآن نقاش حول نقل صفحة أومبرتو إكو إلى أمبرتو إيكو. جار التوصل إلى اتفاق بشأن النقل في صفحة طلبات النقل. |

كان أومبيرتو إكو (بالإيطالية: Umberto Eco)‏ (5 يناير 1932 - 19 فبراير 2016م) عالمًا في إيطاليا القروسطية، وفيلسوفًا، وروائيًا، وناقدًا ثقافيًا، ومعلقًا سياسيًا واجتماعيًا. في اللغة الإنجليزية، اشتهر بروايته الشهيرة اسم الوردة عام 1980، وهي لغز تاريخي يجمع بين السيميائية في الخيال مع تحليل الكتاب المقدس والدراسات القروسطية والنظرية الأدبية، وكذلك روايته بندول فوكو التي تتناول موضوعات مماثلة.
كتب إيكو بغزارة طوال حياته، بما في ذلك كتب الأطفال والترجمات من الفرنسية والإنجليزية، بالإضافة إلى عمود صحفي نصف شهري في مجلة L'Espresso ابتداء من عام 1985، مع عموده الأخير (تقييم نقدي للوحات فرانشيسكو هايز الرومانسية) الذي ظهر في 27 يناير 2016. وفي وقت وفاته، كان أستاذًا فخريًا في جامعة بولونيا، حيث درّس معظم حياته. في القرن الحادي والعشرين، واصل إيكو تألقه بمقاله عام 1995 بعنوان "الفاشية الدائمة"، حيث أدرج إيكو أربعة عشر خاصية عامة يعتقد أنها تشمل الأيديولوجيات الفاشية.

## النشأة وتعليمه
ولد إيكو في 5 يناير 1932 في مدينة ألساندريا في بيدمونت شمال إيطاليا. أثر انتشار الفاشية الإيطالية في جميع أنحاء المنطقة على طفولته. في سن العاشرة، حصل على جائزة لودي الإقليمية الأولى للأحداث بعد الرد بشكل إيجابي على الشاب الإيطالي الفاشي الذي يكتب "هل يجب أن نموت من أجل مجد موسوليني ومصير إيطاليا الخالد؟" والده جوليو كان واحداً من ثلاثة عشر طفلاً، وكان محاسباً قبل أن تستدعيه الحكومة للخدمة في ثلاث حروب. خلال الحرب العالمية الثانية، انتقل أمبرتو ووالدته جيوفانا (بيسيو) إلى قرية صغيرة في سفح جبل بيدمونت. تحررت قريته عام 1945، وتعرض للكتب المصورة الأمريكية، والمقاومة الأوروبية، والهولوكوست. تلقى إيكو تعليمًا ساليزيًا وأشار إلى النظام ومؤسسه في أعماله ومقابلاته.

## حياته المهنية

### جماليات وفلسفة العصور الوسطى (1954-1968)
بعد تخرجه، عمل إيكو في محطة الإذاعة الحكومية (RAI) في ميلانو، حيث أنتج مجموعة متنوعة من البرامج الثقافية. بعد نشر كتابه الأول عام 1956، أصبح مدرسًا مساعدًا في جامعته الأم. في عام 1958، ترك إيكو معهد RAI وجامعة تورينو لإكمال 18 شهرًا من الخدمة العسكرية الإجبارية في الجيش الإيطالي.
في عام 1959، بعد عودته إلى التدريس الجامعي، اتصل فالنتينو بومبياني بإيكو لتحرير سلسلة حول "Idee nuove" (أفكار جديدة) لدار النشر التي تحمل اسمه في ميلانو. وفقًا للناشر، فقد أصبح على علم بإيكو من خلال كتيبه القصير الذي يحتوي على رسوم كاريكاتورية وشعر Filosofi in Libertà (فلاسفة في الحرية، أو فلاسفة متحررين)، والذي تم نشره في الأصل في نسخة مطبوعة محدودة من 550 نسخة تحت اسم مستعار مستوحى من جيمس جويس. ديدالوس.

### كتاباته المبكرة عن السيميائية والثقافة الشعبية (1961-1964)
من بين أعماله للجمهور العام، ظهر مقال إيكو القصير في عام 1961 بعنوان "ظاهرات مايك بونجيورنو"، وهو تحليل نقدي لمضيف برنامج مسابقات مشهور ولكن غير مكرر، كجزء من سلسلة مقالات كتبها إيكو حول وسائل الإعلام ونشرت في مجلة الشركة المصنعة للإطارات بيريللي. لاحظ إيكو فيه أن "[بونجورنو] لا يثير عقدة النقص، على الرغم من تقديم نفسه على أنه آيدول، ويعترف به الجمهور، من خلال امتنانه له وحبه. إنه يمثل نموذجًا مثاليًا لا يحتاج أحد إلى السعي للوصول إليه لأنه الجميع بالفعل في مستواه." تلقى المقال سمعة سيئة بين عامة الناس بفضل التغطية الإعلامية واسعة النطاق، وتم إدراج المقال لاحقًا في مجموعة.
خلال هذه الفترة، بدأ إيكو في تطوير أفكاره بشكل جدي حول النص "المفتوح" والسيميائية، وكتب العديد من المقالات حول هذه المواضيع. في عام 1962 نشر Opera aperta (تُرجمت إلى الإنجليزية باسم "العمل المفتوح"). في ذلك، جادل إيكو بأن النصوص الأدبية هي مجالات للمعنى، وليست سلاسل للمعنى؛ وأن يتم فهمها على أنها مجالات مفتوحة وديناميكية داخليًا وملتزمة نفسياً. الأدب الذي يحصر فهم المرء المحتمل في سطر واحد لا لبس فيه، النص المغلق، يظل الأقل مكافأة، في حين أن النصوص الأكثر نشاطا بين العقل والمجتمع والحياة (النصوص المفتوحة) هي الأكثر حيوية والأفضل - على الرغم من أن مصطلحات التقييم لم تكن كذلك. تركيزه الأساسي. لقد توصل إيكو إلى هذه المواقف من خلال دراسة اللغة والسيميائية، وليس من خلال علم النفس أو التحليل التاريخي (كما فعل منظرون مثل فولفجانج إيسر، من ناحية، وهانز روبرت جاوس، من ناحية أخرى).

### الاتصال المرئي وحرب العصابات السيميولوجية (1965-1975)
من عام 1965 إلى عام 1969، كان أستاذاً للاتصالات المرئية في جامعة فلورنسا، حيث ألقى المحاضرة المؤثرة بعنوان "نحو حرب عصابات سيميولوجية"، والتي صاغت المصطلح المؤثر "حرب العصابات السيميولوجية"، وأثرت في تنظير حرب العصابات. تكتيكات ضد ثقافة وسائل الإعلام السائدة، مثل تلفزيون حرب العصابات والتشويش الثقافي. ومن بين التعبيرات المستخدمة في المقال "حرب العصابات الاتصالاتية" و"حرب العصابات الثقافية". تم تضمين المقال لاحقًا في كتاب إيكو الإيمان بالمزيفات.
غالبًا ما يُشار إلى منهج إيكو في السيميائية باسم "السيميائية التفسيرية". في أول كتاب له، ظهرت نظريته في كتاب La struttura assente (1968؛ حرفيًا: البنية الغائبة).

### اسم الوردة وبندول فوكو (1975-1988)
من عام 1977 إلى عام 1978 كان إيكو أستاذًا زائرًا في جامعة ييل ثم في جامعة كولومبيا. عاد إلى جامعة ييل من عام 1980 إلى عام 1981، وإلى كولومبيا في عام 1984. وخلال هذه الفترة أكمل دور القارئ (1979) والسيميائية وفلسفة اللغة (1984).
اعتمد إيكو على خلفيته كأحد أنصار العصور الوسطى في روايته الأولى اسم الوردة (1980)، وهي رواية تاريخية غامضة تدور أحداثها في دير من القرن الرابع عشر. يقوم الراهب الفرنسيسكاني ويليام باسكرفيل، بمساعدة مساعده أدسو، وهو مبتدئ بندكتيني، بالتحقيق في سلسلة من جرائم القتل في دير يستضيف نقاشًا دينيًا مهمًا. تحتوي الرواية على العديد من الإشارات الوصفية المباشرة أو غير المباشرة إلى مصادر أخرى تتطلب العمل البوليسي للقارئ "لحلها". العنوان غير موضح في متن الكتاب، ولكن في النهاية، هناك بيت شعر لاتيني "Stat rosa pristina nomine, nomina nuda Tenemus" (الترجمة  "حول الوردة التي كانت موجودة، كل ما يمكننا أن نتعلمه هو اسمها الفارغ"). تعتبر الوردة مثالاً لمصير كل الأشياء الرائعة. هناك تكريم لخورخي لويس بورخيس، الذي كان له تأثير كبير على إيكو، في شخصية خورخي من بورغوس: بورخيس، مثل الراهب الأعمى خورخي، عاش حياة عازبة مكرسة لشغفه بالكتب، كما أصيب بالعمى في وقت لاحق من حياته. مكتبة المتاهة في اسم الوردة تلمح أيضًا إلى قصة بورخيس القصيرة "مكتبة بابل". ويليام باسكرفيل هو رجل إنجليزي ذو عقلية منطقية وهو راهب ومحقق. يستحضر اسمه كلاً من William of Ockham وSherlock Holmes (عن طريق The Hound of the Baskervilles)؛ العديد من المقاطع التي تصفه تذكرنا بقوة بأوصاف السير آرثر كونان دويل لهولمز. اللغز الكامن وراء جريمة القتل مستعار من "ألف ليلة وليلة".

### أنثروبولوجيا الغرب وجزيرة اليوم السابق (1988-2000)
وفي عام 1988، أسس إيكو قسم الدراسات الإعلامية في جامعة جمهورية سان مارينو، وفي عام 1992 أسس معهد تخصصات الاتصال في جامعة بولونيا، ثم أسس فيما بعد المدرسة العليا لدراسة العلوم الإنسانية في نفس الجامعة.
في عام 1988، أنشأ إيكو في جامعة بولونيا برنامجًا غير عادي أطلق عليه اسم أنثروبولوجيا الغرب من منظور غير الغربيين (العلماء الأفارقة والصينيين)، وفقًا لمعاييرهم الخاصة. طور إيكو هذه الشبكة الدولية العابرة للثقافات بناءً على فكرة آلان لو بيشون في غرب أفريقيا. وأسفر برنامج بولونيا عن انعقاد المؤتمر الأول في قوانغتشو بالصين عام 1991 بعنوان "حدود المعرفة". وسرعان ما أعقب الحدث الأول ندوة أوروبية صينية متجولة حول "سوء الفهم في البحث عن العالمية" على طول طريق تجارة الحرير من قوانغتشو إلى بكين. وقد توج هذا الأخير بكتاب بعنوان "وحيد القرن والتنين"، والذي ناقش فيه مسألة خلق المعرفة في الصين وأوروبا. كان الباحثون الذين ساهموا في هذا المجلد من الصين، بما في ذلك تانغ ييجي، ووانغ بن، ويوي داييون، وكذلك من أوروبا: فوريو كولومبو، وأنطوان دانشين، وجاك لو جوف، وباولو فابري، وألان ري.

## أشهر مؤلفاته
- اسم الوردة
- مقبرة براغ
- كيفية السفر مع سلمون
- نزهات في غابة السرد
- حاشية على اسم الوردة
- لا نهائية القوائم: من هوميروس حتى جويس
- السيميائية وفلسفة اللغة
- العلامة تحليل المفهوم وتاريخه
- آليات الكتابة السردية
- التأويل بين السيميائيات والتفكيكية
- جزيرة اليوم السابق
- الأثر المفتوح
- باودولينو
- بندول فوكو
- الشعلة الغامضة للملكة لوانة، الكتاب موجود في اللغة الفرنسية وعنوانه: La Mystérieuse Flamme de la reine Loana.
- العدد صفر

## وصلات خارجية
- أومبرتو إكو على موقع IMDb (الإنجليزية)
- أومبرتو إكو على موقع الموسوعة البريطانية (الإنجليزية)
- أومبرتو إكو على موقع مونزينجر (الألمانية)
- أومبرتو إكو على موقع ألو سيني (الفرنسية)
- أومبرتو إكو على موقع ميوزك برينز (الإنجليزية)
- أومبرتو إكو على موقع أول موفي (الإنجليزية)
- أومبرتو إكو على موقع قاعدة بيانات الأفلام السويدية (السويدية)
- أومبرتو إكو على موقع إن إن دي بي (الإنجليزية)
- أومبرتو إكو على موقع ديسكوغز (الإنجليزية)
- أومبرتو إكو على موقع قاعدة بيانات الفيلم (الإنجليزية)